# 斯維亞圖希內
49°12′0″N 36°33′31″E / 49.20000°N 36.55861°E
斯維亞圖希內（烏克蘭語：Святушине）是位於烏克蘭東部的村莊，由哈爾科夫州洛佐瓦區的洛佐瓦市鎮負責管轄。該村處於別列卡河右岸，距離布納科韋和費多里夫卡1公里，始建於1861年，面積0.29平方公里，海拔高度88米，2001年人口115。